# Список генералам по старшинству
«Список генералам по старшинству» — официальное периодическое издание Военного министерства Российской империи, заключающее в себя списки генералов по чинам и старшинству присвоения званий. Издание имело разную периодичность.

Титульный лист «Списка воинскому департаменту … на 1776 год»

Впервые подобный список вышел в 1767 году под заглавием «Список воинскому департаменту и находящимся в штате при войске, в полках гвардии, в артиллерии и при других должностях генералитету и штаб-офицерам на … год», и под этим названием (с незначительными изменениями) издавался далее раз в год в 1768—1771, 1776, 1779—1780, 1782—1785, 1787—1789, 1792 и 1796 годах. Кроме генералов, в него включались бригадиры, полковники, премьер- и секунд-майоры и кавалеры ордена св. Георгия. В выпуск 1776 года были включены и старшины нерегулярных (казачьих) войск.
С 1796 года издание стало выходить ежемесячно и его название сильно изменено: «Список армейскому генералитету на … год». Издавалось по 1800 г., причём в один из выпусков 1797 г. в него были включены и полковники.
В 1801 году стало выходить под названием «Список генералитету по старшинству на … год», в один из выпусков были включены и штаб-офицеры. Сохраняя преимущественно ежемесячную периодизацию, издание выходило в 1801—1806, 1808—1820, 1822, 1823, 1826 и 1830 годах. В 1813 году был напечатан отдельный «Генералитетский список с обозначением имён, знаков отличия и старшинства в чинах», в нём впервые был составлен именной указатель. Это издание по принципам составления и подачи информации явилось прообразом будущего «Списка генералам по старшинству». Известно также сводное издание «Список военным генералам со времени Петра І до Екатерины II», напечатанное в 1809 году.

Страницы 56 и 57 из «Списка… на 1886 год».
Содержат данные на генералов В. М. Яфимовича и И. В. Гурко.

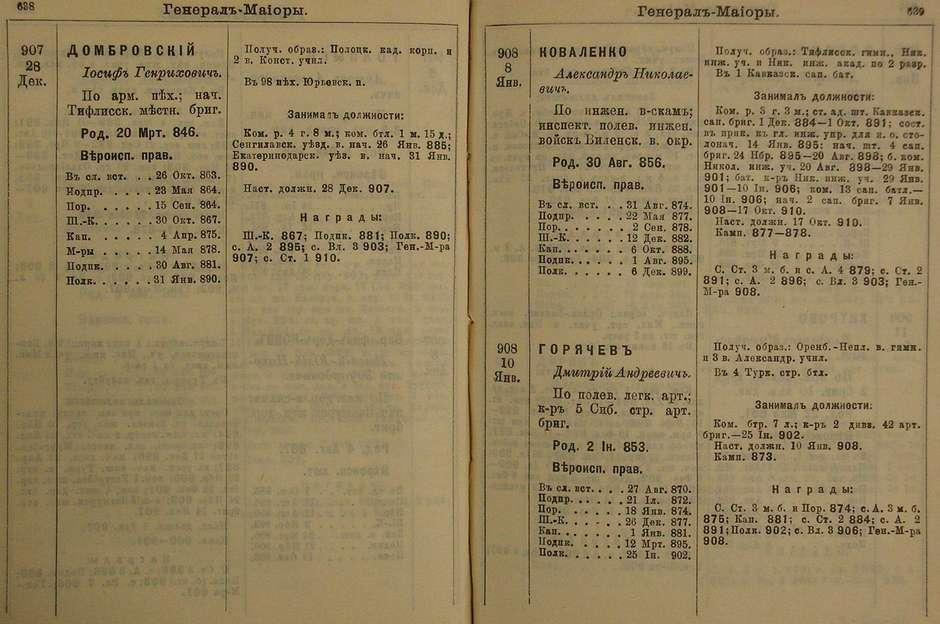
Страницы 638 и 639 из «Списка… на 1911 год».
Содержат данные на генерал-майоров И. Г. Домбровского, А. Н. Коваленко и Д. А. Горячева.

С 1838 года издание стало выходить под названием «Список генералам по старшинству. Составлено (как вариант „Исправлено“) по … (дата, месяц)»; вышли выпуски за 1838, 1840, 1844, 1852, 1855, 1856, 1857 года и начиная с 1859 года по 1914 год издание выходило ежегодно. Чёткой периодичности издание не имело, ежегодно выходило от одного до 8 выпусков. В 1915 году «Список…» не выходил. Последний известный выпуск датируется 10 июля 1916 года, он вышел под грифом «Секретно» и содержал минимальную информацию, с указанием только даты старшинства и занимаемой должности на момент составления списка.
«Список …» представляет собой краткую послужную справку, в которой указывается следующая информация:
- Фамилия, имя, отчество (полностью)
- Дата производства в первый офицерский чин;
- Дата старшинства в чине генерал-майора и далее по необходимости в чине генерал-лейтенанта и полного генерала;
- Для генерал-майоров и генерал-адъютантов Свиты Его Величества — дата зачисления в Свиту;
- Занимаемая должность на момент составления списка;
- Основные ордена и поощрения с датой награждения (до 1907 — включая иностранные);
- Сведения о жаловании и прочих казённых выплатах (до 1907).
- С 1890 года публиковались сведения о дате рождения, вероисповедании, образовании и семейном положении, даты старшинства во всех предыдущих чинах, а также краткий перечень бывших должностей.

«Списки…», как правило, снабжались общим алфавитным указателем, в нём давалась фамилия генерала (без инициалов) и номер страницы с его данными. Генералы, находящиеся в запасе, в «Список…» не включались, их фамилия до 1890 года, как правило, указывалась только в алфавитном перечне, где вместо номера страниц стояла пометка «Зап.», затем их вообще перестали упоминать.
Кроме общих генеральских списков, издавались генеральские списки по родам оружия и месту службы. Известно подобное ежемесячное издание «Список генералам кавалерийским и пехотным по старшинству, не состоящим в армиях и корпусах, на … год», выходило в 1818—1820 и 1829 гг. Другое аналогичное издание: «Именной список генералитету, штаб- и обер-офицерам Артиллерийского и Инженерного корпусов по 8 ноября 1796 года», выпущено в конце 1796 г. С 1884 по 1905 г. (с перерывами) издавался «Список по старшинству генералитету гвардейской, полевой и казачьей артиллерии на … год». В 1911—1913 гг. ежегодно публиковался «Список генералам, штаб- и обер- офицерам инженерных войск на … год». С 1888 по 1910 гг. также печатался «Список священнослужителей, состоящих в ведомстве главного священника гвардии, гренадер армии и флота на … год», священники из этих списков были приравнены в правах к генералам.